# Ekeberga församling
Ekeberga församling var en församling i Lessebo-Hovmantorps pastorat i Njudung-Östra Värends kontrakt i Växjö stift. Församlingen låg i Lessebo kommun i Kronobergs län. 2021 uppgick församlingen i Lessebo församling.

## Administrativ historik
Församlingen har medeltida ursprung. Församlingen var till den 30 april 1920 annexförsamling i pastoratet Lenhovda och Ekeberga, därefter utgjorde församlingen ett eget pastorat. Från 1992 ingick församlingen i Lessebo pastorat för att 2010 uppgå i Lessebo-Hovmantorps pastorat. 2021 uppgick församlingen i Lessebo församling.

## Kyrkor
- Ekeberga kyrka